# Binsenweiler
Binsenweiler ist ein Gemeindeteil des Marktes Dombühl im Landkreis Ansbach (Mittelfranken, Bayern). Binsenweiler liegt in der Gemarkung Kloster Sulz.

## Geografie
Der Weiler liegt in der Sulzachebene ringsum von Feldern umgeben am Ostufer des Rödenweiler Mühlbachs, der ein rechter Zufluss der Sulzach ist. Eine Gemeindeverbindungsstraße führt nach Baimhofen (1,6 km nordöstlich) bzw. zu einer Gemeindeverbindungsstraße (1,1 km südwestlich), die über Auhof nach Dombühl (1,8 km nördlich) bzw. nach Archshofen zur Kreisstraße AN 36 verläuft (2,4 km südöstlich).

## Geschichte
Binsenweiler lag im Fraischbezirk des ansbachischen Oberamtes Feuchtwangen. 1732 gab es 5 Anwesen (1 Mühle, 1 Hof, 1 Halbhof, 2 Güter) und ein Gemeindehirtenhaus. Das Klosterverwalteramt Sulz war Dorf- und Gemeindeherr sowie Grundherr sämtlicher Anwesen. Bis zum Ende des Alten Reiches hatte sich an den Verhältnissen nichts geändert. Von 1797 bis 1808 unterstand der Ort dem Justiz- und Kammeramt Feuchtwangen.
Mit dem Gemeindeedikt (frühes 19. Jahrhundert) wurde Binsenweiler dem Steuerdistrikt Dombühl und der Ruralgemeinde Kloster Sulz zugeordnet. Im Zuge der Gebietsreform in Bayern wurde Binsenweiler am 1. April 1971 nach Dombühl eingemeindet.

## Einwohnerentwicklung
| Jahr      | 001818 | 001840 | 001861 | 001871 | 001885 | 001900 | 001925 | 001950 | 001961 | 001970 | 001987 |
| Einwohner | 57     | 47     | 45     | 36     | 56     | 42     | 47     | 42     | 37     | 41     | 30     |
| Häuser    | 8      | 8      |        |        | 8      | 8      | 6      | 7      | 8      |        | 9      |
| Quelle    | [ 10 ] | [ 11 ] | [ 12 ] | [ 13 ] | [ 14 ] | [ 15 ] | [ 16 ] | [ 17 ] | [ 18 ] | [ 19 ] | [ 1 ]  |

## Religion
Der Ort ist seit der Reformation evangelisch-lutherisch geprägt und bis heute nach St. Maria (Kloster Sulz) gepfarrt. Die Einwohner römisch-katholischer Konfession sind nach Kreuzerhöhung (Schillingsfürst) gepfarrt.